# Victor Brochard
Victor Brochard, född 29 juni 1848 och död 25 november 1907, var en fransk filosof.
Brochard fullföljde tankegångar från Immanuel Kant och Charles Renouviers franska neokriticsim och antog med den senare en fri viljeakt, på vilken såväl visshet som villfarelse grundar sig. Som etiker avvisade Brochard Kants pliktlära och närmade sig med kravet på enhet av moral och lycksalighet Aristoteles nikomakiska etik.
Bland Brochards skrifter märks De l'erreur (18979, 2:a upplagan 1897), Les sceptiques grecs (1887, 2:a upplagan 1923), samt Études de philosophie ancienne et de philosophie moderne (1912).